# Střední výkon
Střední výkon {\displaystyle P_{s}} je výkon, se kterým musí zařízení pracovat ve sledovaném období, aby se dodala stejná energie jako s proměnným zatížením. Touto hodnotou se mimo jiné charakterizuje diagram zatížení. 

Pro výpočet platí vztah:

{\displaystyle P_{s}={\frac {W}{T}}={\frac {1}{T}}\int _{0}^{T}P(t)dt}

kde {\displaystyle T} je doba sledování a {\displaystyle W} je dodaná elektrická energie za dobu {\displaystyle T}.